# مغلة صغيرة (الرقة)
الدعمة قرية سورية تتبع ناحية معدان في منطقة مركز الرقة في محافظة الرقة. بلغ عدد سكانها 2919 نسمة في عام 2004 حسب إحصاء المكتب المركزي للإحصاء.